# George Barbier (ator)
George W. Barbier (Philadelphia, 19 de novembro de 1864 - Los Angeles, 19 de julho de 1945) foi um ator de cinema e teatro estadunidense.

## Carreira
Barbier frequentou o seminário para tornar-se pastor, mas veio a se dedicar ao teatro, em operetas. Passou muitos anos entre as peças e companhias teatrais, com eventuais apresentações na Broadway. Seu primeiro filme foi The Big Pond.

## Filmografia parcial
- The Big Pond (1930)
- The Smiling Lieutenant (1931)
- 24 Hours (1931)
- Girls About Town (1931)
- Skyscraper Souls (1932)
- The Phantom President (1932)
- No Man of Her Own (1932)
- One Hour With You (1932)
- The Big Broadcast (1932)
- Turn Back the Clock (1933)
- This Day and Age (1933)
- Hello, Everybody! (1933)
- The Merry Widow (1934)
- The Cat's-Paw (1934)
- Ladies Should Listen (1934)
- The Merry Widow (1934)
- She Loves Me Not (1934)
- Life Begins at Forty (1935)
- The Crusades (1935)
- The Milky Way (1936)
- Wife vs. Secretary (1936)
- The Princess Comes Across (1936)
- On the Avenue (1937)
- Waikiki Wedding (1937)
- Hotel Haywire (1937)
- It's Love I'm After (1937)
- Tarzan's Revenge (1938)
- The Adventures of Marco Polo (1938)
- Hold That Kiss (1938)
- Little Miss Broadway (1938)
- Sweethearts (1938)
- Wife, Husband and Friend (1939)
- S.O.S. Tidal Wave (1939)
- The Return of Frank James (1940)
- Million Dollar Baby (1941)
- Week-End in Havana (1941)
- The Man Who Came to Dinner (1942)
- Yankee Doodle Dandy (1942)
- The Magnificent Dope (1942)
- Thunder Birds (1942)